# Chester Biscardi
Chester Biscardi (* 19. April 1948 in Kenosha) ist ein US-amerikanischer Komponist und Musikpädagoge.
Biscardi studierte an der University of Wisconsin englische und italienische (bis 1970 bzw. 1972) sowie Komposition (bei Les Thimming) und elektronische Musik (bei Burt Levy) und erwarb den Doktorgrad im Fach Musik an der Yale University. Unter anderem waren dort Robert Morris, Krzysztof Penderecki, Toru Takemitsu und Yehudi Wyner seine Lehrer im Fach Komposition und Arthur Weisberg im Fach Dirigieren. Von 1979 bis 1980 war er Assistent des Dirigenten Jacques-Louis Monod. Seit 1977 unterrichtet er an der Sarah Lawrence College und leitete dort von 1987 bis 2017 das Musikprogramm. Neben einer Oper komponierte Biscordi ein Klavierkonzert und weitere Orchesterwerke, Kammermusik, Lieder und Chorwerke.

## Werke
- Tartini für Geige und Klavier (1972)
- Turning für Geige, Sopran und Streichtrio (1973)
- Chartres für Klavier und Kammerensemble (1973)
- orpha für Streichquartett, Marimba und Vibraphon (1974)
- Indovinello für zwölf Simmen (1974)
- Heabakes: Five Sapphic Lyrics für gemischten Chor, zwei Soprane, Alt und Perkussion (1974)
- Music for The Duchess of Malfi, Musik zu dem Stück von John Webster für neun Instrumentalisten und Stimmen (1975)
- Tenzone für zwei Flöten und Klavier (1975)
- they had ceased to talk für Geige, Bratsche, Horn und Klavier (1975)
- Trusting Lightness für Sopran und Klavier, Text: Jess Anderson (1975)
- Trio für Geige, Cello und Klavier (1976)
- At the Still Point für Orchester (1977)
- Eurydice für Frauenchor und siebzehn Instrumente (1978)
- Mestiere für Klavier (1979)
- Trasumanar für zwölf Perkussionisten und Klavier (1980)
- Di Vivere für Klarinette, Klavier, (Flöte, Geige und Cello) (1981)
- Good-bye, My Fancy! für gemischten Chor a cappella und Erzähler, Text: Mark D'Allessio nach Leaves of Grass von Walt Whitman (1982)
- Piano Concerto (1983)
- Music for Witch Dance für zwei Perkussionisten (1983)
- Chez Vous für Sopran und Klavier, Text: Sheldon Harnick (1983)
- Incitation to Desire (Tango) für Klavier (1984). für Marimba (1984), für Klarinette, Horn, Geige, Cello, Klavier und Perkussion (1983–84)
- Tight-Rope, Kammeroper, Text: Henry Butler (1985)
- Poet’s Aria für Bariton oder Tenor und Klavier, Text: Henry Butler (1985)
- Piano Sonata (1986, 1987)
- Traverso für Flöte und Klavier (1987)
- No Feeling is the Same as Before für Sopransaxophon (1988)
- Companion Piece (for Morton Feldman) für Klavier (1989/1991), für Kontrabass/Bratsche und Klavier (1989)
- Netori für Geige, Oboe und Horn oder Horn, Klarinette, Cello und Klavier (1990)
- The Gift of Life für Sopran und Klavier, Text: Emily Dickinson (1990–93)
- Music for an Occasion für Blechbläser, Klavier und Perkussion (1992, 2003)
- Nel giardinetto della villa für Klavier zu vier Händen (1994)
- Baby Song of the Four Winds für Mezzosopran oder Sopran und Klavier, Text: Carl Sandburg (1994)
- Guru für Stimme(n) und Klavier, Text: Allen Ginsberg (1995)
- Resisting Stillness für zwei Gitarren (1996)
- Mama Never Forgets Her Birds für gemischten Chor und Klavier, Texte von Emily Dickinson, Denise Levertov und Thornton Wilder (1997)
- Modern Love Songs für Stimme und Klavier, Texte: William Zinsser (1997–2002)
- Prayers of Steel für Bariton und Klavier, Text: Carl Sandburg (1998)
- Music for NASDAQ MarketSiteTV für Flöte, Horn, Geige, Cello, Perkussion und Klavier (1999)
- Chamber Fanfare für Flöte, Horn, Geige, Cello, Perkussion und Klavier (1999)
- The Child Comes Every Winter für Stimme oder gemischten Chor und Klavier, Text William Zinsser, (1999)
- In Time’s Unfolding für Klavier (2000)
- Recovering für Tenor oder (Mezzo)sopran und Klavier, Text: Muriel Rukeyser (2000)
- Piano Quintet (2004)
- Recognition, Konzert für Geige, Klavier und Streichorchester (2004, 2007)
- The Viola Had Suddenly Become a Voice für Bratsche und Klavier (2005)
- Sailors & Dreamers für Stimme und Klavier oder Kammerensemble, Texte: Shirley Kaplan (2007–2010)
- Footfalls (after Beckett) für Kammerensemble (2012)
- Piece (Peace!) for Peggy für Klavier (2015)
- Photo | Pier | Moonlight für Geigenduo (2015, 2016)
- Broken Stars That Go Dark für Stimme und Klavier, Text Shirley Kaplan (2016)

## Weblink
- Homepage von Chester Biscardi